# Мессерер, Борис Асафович
Бори́с Аса́фович Мессере́р (род. 15 марта 1933, Москва) — советский и российский театральный художник, сценограф, педагог. Президент ассоциации художников театра, кино и телевидения Москвы.
Академик РАХ (1997; член-корреспондент 1990). Народный художник РФ (1993). Лауреат двух Государственных премий РФ (1995, 2002). Член Союза художников СССР с 1960 года, Союза театральных деятелей РФ и Союза кинематографистов РФ.

## Биография
Родился в семье балетмейстера Асафа Мессерера (1903—1992) и актрисы Анель Судакевич (1906—2002).
Окончил Московский архитектурный институт, ученик Александра Дейнеки и Артура Фонвизина.
Как художник-постановщик Мессерер неоднократно участвовал в создании спектаклей в «Современнике», в Большом театре, Московском Художественном театре, театре имени Моссовета, Московском театре сатиры.
С 1990 по 1997 год работал главным художником МХАТ им. А. П. Чехова.
К 2008 году среди сценографических работ Мессерера значилось более ста пятидесяти оперных, балетных и драматических спектаклей.
В 2014 году Борис Мессерер выпустил книгу-альбом «Театр Бориса Мессерера», в которую помимо эскизов декораций и костюмов к театральным постановкам, оформленным автором с 1961 по 2014 год, вошли его воспоминания о выдающихся деятелях культуры, с которыми автору довелось работать на протяжении своей творческой жизни.

## Оценки творчества

### Награды и звания
- 1987 — Серебряная медаль Академии художеств СССР.
- 1993 — Народный художник Российской Федерации (23 ноября 1993) — за большие заслуги в области театрального искусства[3].
- 1996 — Государственная премия Российской Федерации в области изобразительного искусства (27 мая 1996) — за художественное оформление спектаклей Московского Художественного академического театра имени А. П. Чехова, созданных в 1991—1994 годах[4]
- 2001 — Золотая медаль Российской академии художеств.
- 2002 — Государственная премия Российской Федерации в области дизайна (10 июня 2002) — за театрально-художественную экспозицию «Большой театр в Большом Манеже»[5]
- 2003 — Орден Почёта (11 июня 2003) — за многолетнюю плодотворную деятельность в области культуры и искусства[6].
- 2005 — Чеховская медаль[7]
- 2008 — Хрустальная Турандот[8]
- 2008 — Орден «За заслуги перед Отечеством» IV степени (12 ноября 2008) — за большой вклад в развитие отечественного изобразительного искусства и многолетнюю творческую деятельность[9][10][11]
- 2013 — Орден «За служение искусству»[12]
- 2013 — Орден Дружбы (22 апреля 2013) — за большие заслуги в развитии отечественной культуры и искусства, многолетнюю плодотворную деятельность[13]
- 2021 — Премия города Москвы в области литературы и искусства — за выдающийся вклад в развитие театрально-декорационного искусства, многолетнюю творческую деятельность и персональные выставки последних лет[14].
- 2025 — Орден «За заслуги в культуре и искусстве» (25 марта 2025) — за вклад в развитие отечественной культуры и искусства, многолетнюю плодотворную деятельность[15].

### Отзывы
Высокую оценку деятельности художника дал в 2008 году театровед, ректор Высшего театрального училища имени М. С. Щепкина Борис Любимов: «Мессерер внёс в культуру молодого театра „Современник“ и, быть может, вообще в театральную культуру начала 1960-х годов ощущение того, что сцена, театр, это не только место действия, но и образ действия, не только пространство, но и образ времени».

## Сценография

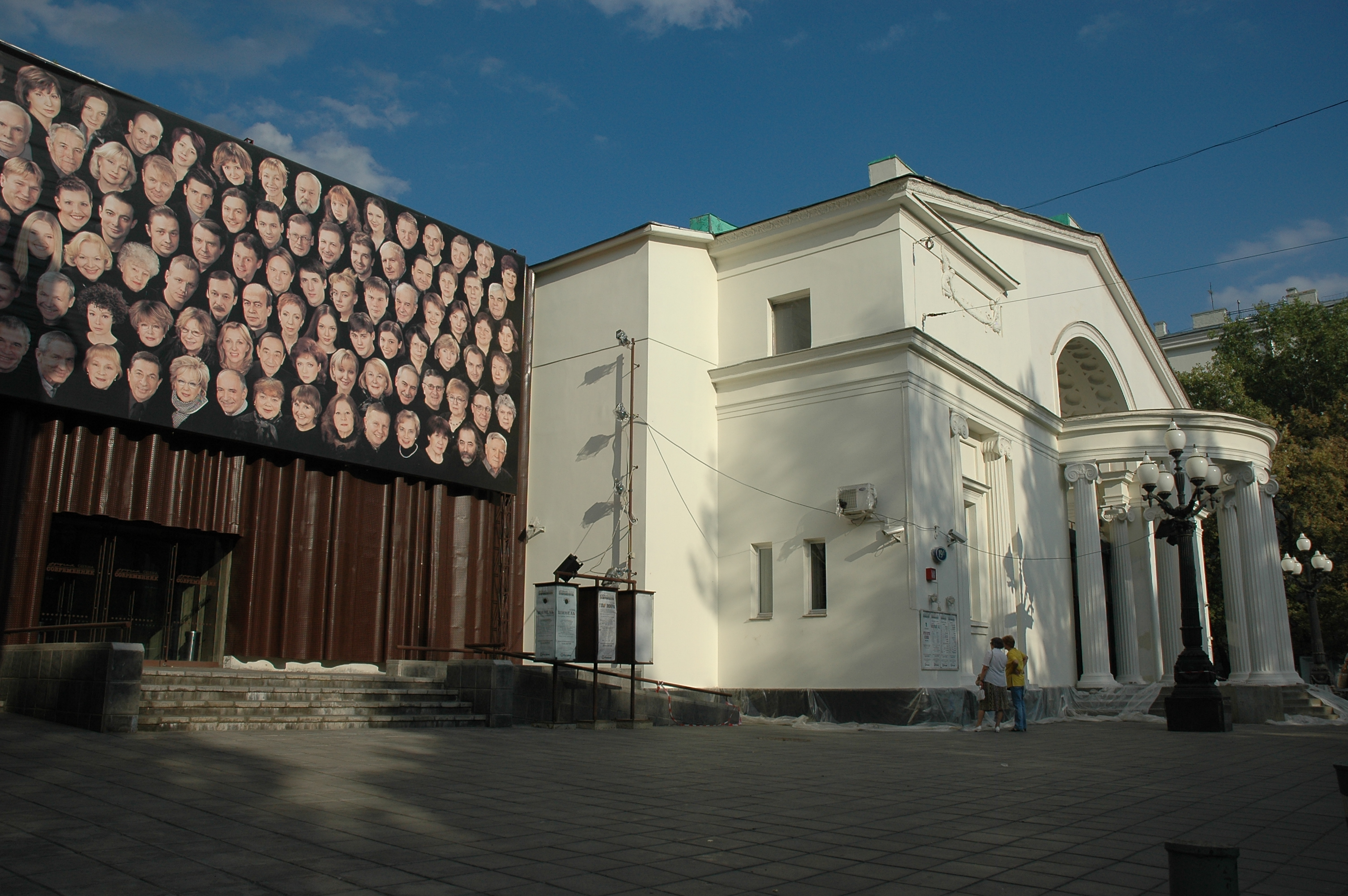
«Современник»

### «Современник»
- «Третье желание» (1960)[к 1]
- «Белоснежка и семь гномов» (1961)[16]
- «Старшая сестра» (1962)[16]
- «Назначение» (1963)[16]
- «Сирано де Бержерак» (1964)[16]
- «Принцесса и дровосек» (1969)

### Большой театр
- «Подпоручик Киже» (балет) (1963 group="к")[17]

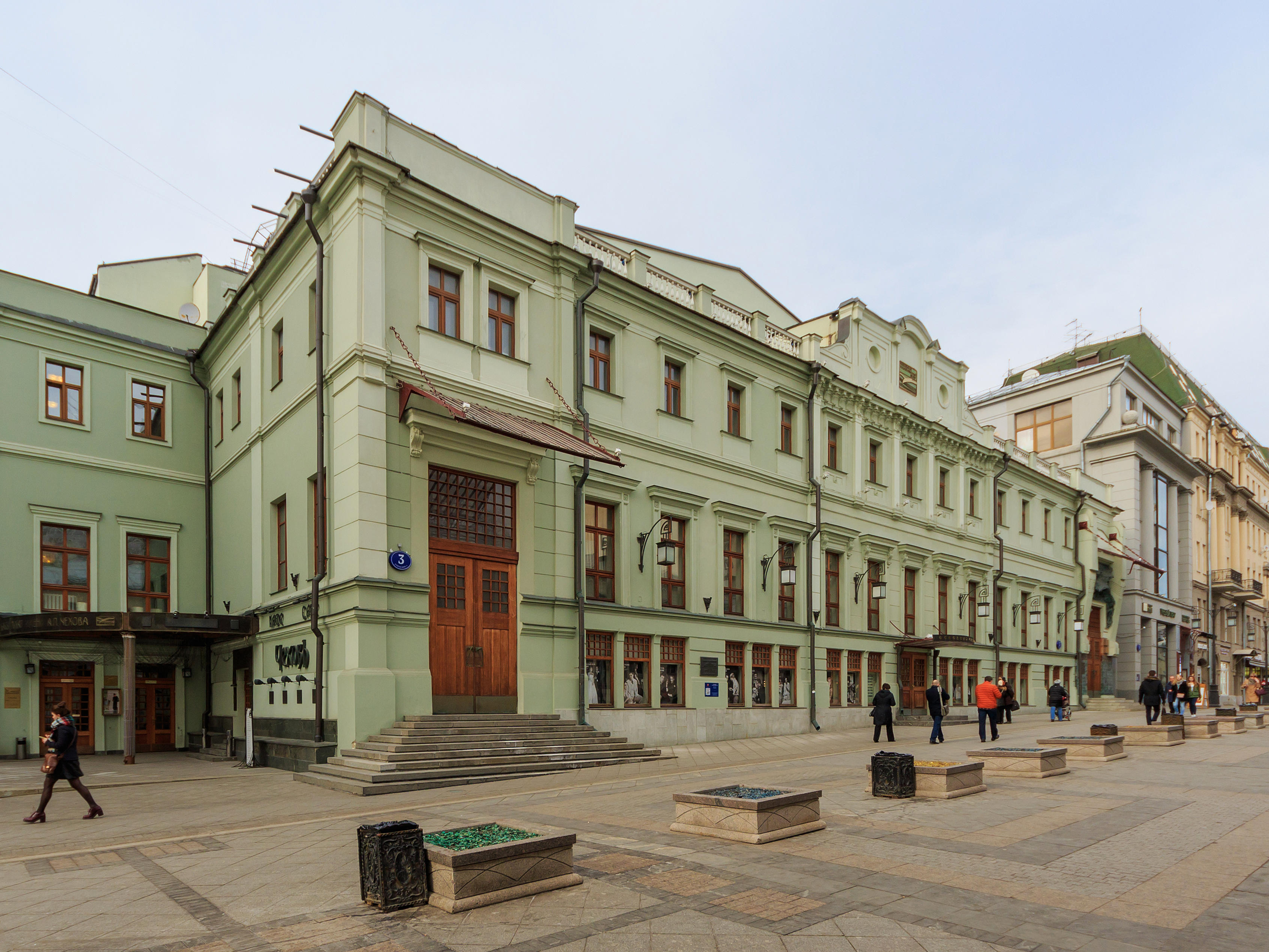
МХАТ

- «Пиковая дама» (1964)[к 2]
- «Кармен-сюита» (1967)
- «Конёк-горбунок» (1999)
- «Светлый ручей» (2003)

### МХАТ
- «Сладкоголосая птица юности» (1975)[18]
- «Трагики и комедианты» (1991)
- «Горе от ума» (1992)
- «Борис Годунов»[к 3] (1994)
- «Преступление и наказание» (1996)
- «Привидения» (1997)[к 4]

### Театр сатиры
- «Малыш и Карлсон, который живёт на крыше» (1968)[16]
- «Мой дом — моя крепость» (1969)
- «Маленькие комедии большого дома» (1973)
- «Самоубийца» (1982 г.)
- «Андрюша» (2001)[к 5]

### Театр имени Моссовета
- «Дальше — тишина…» (1978)
- «Орнифль, или сквозной ветерок» (1985)

## Персональные выставки
- 1983 — Выставочный зал Союза художников СССР (Москва)
- 1986 — Дом художника (Тбилиси)
- 1989 — Дворец искусств (Санкт-Петербург)
- 1990 — Дом художника на Крымском Валу (Москва)
- 1994 — Российская академия художеств (Москва)
- 1999 — ГМИИ им. А. С. Пушкина[19]
- 2003 — Центральный выставочный зал «Манеж» (Москва)[20]
- 2008 — Российская академия художеств (Москва)[21]
- 2009 — Международный Центр-Музей имени Н. К. Рериха (Москва)[22]
- 2011 — Галерея Вересов (Москва)[23]
- 2013 — Государственный театральный музей им. А. А. Бахрушина (Москва)

## Скульптурные работы
В Тарусе установлен памятник Марине Цветаевой работы скульптора Юрия Соскиева, архитектором которого является Борис Мессерер. Мессерер создал памятник Белле Ахмадулиной, который также установлен в Тарусе в качестве дара городу в том же городском сквере, где установлен памятник Цветаевой.

## Фильмография

### Художник
- 1974 — Лев Гурыч Синичкин
- 1976 — Двенадцать стульев
- 2000 — Романовы. Венценосная семья

### О себе
- В главной роли…[16]
- 2008 — О Борисе, Белле и их любимых друзьях. Борис Мессерер[24]

## Семья
- Первая супруга — Нина Чистова (род. 11 мая 1931), балерина ГАБТа.
  - Сын — Александр Мессерер, художник.
- Вторая супруга — Белла Ахмадулина (10 апреля 1937 — 29 ноября 2010), поэтесса, писательница и переводчица.
- Третья супруга — Дария Алексеевна Маслеева, филолог и поэт.

Двоюродная сестра — балерина Майя Плисецкая (20 ноября 1925 — 2 мая 2015).